# 18 Wojskowy Oddział Gospodarczy
18 Wojskowy Oddział Gospodarczy (18 WOG) – jednostka logistyczna Sił Zbrojnych Rzeczypospolitej Polskiej. Realizuje zadania zabezpieczenia finansowego i logistycznego jednostek i instytucji wojskowych na swoim terenie odpowiedzialności.

## Formowanie i zmiany organizacyjne
Na podstawie rozkazu Dowódcy Generalnego Rodzajów Sił Zbrojnych nr Z-184/Org. oraz rozkazu wykonawczego szefa Inspektoratu Wsparcia SZ nr Z-22/Org. z 4 kwietnia 2014 rozpoczęto formowanie Oddziału. Z dniem 1 września 2014 jednostka rozpoczęła statutową działalność .

## Symbole oddziału
Odznaka pamiątkowa
Minister Obrony Narodowej swoją decyzją nr 8/MON z 11 stycznia 2017 wprowadził odznakę pamiątkową i oznaki rozpoznawcze Oddziału.
Odznakę pamiątkową stanowi krzyż maltański o ramionach czarnym, niebieskim, zielonym i granatowym. Centralnie na krzyżu umieszczono herb województwa pomorskiego. Krzyż opleciony jest wieńcem złożonym z fragmentu zębatki i kłosa. Na górnym ramieniu znajduje się cyfra „18”, a na dolnym litery „WOG” .
Oznaki rozpoznawcze 

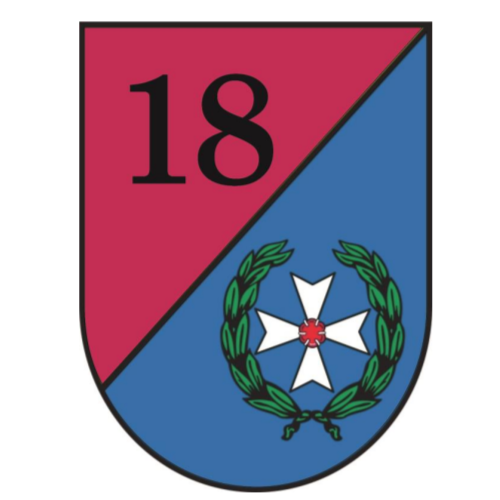
Oznaka rozpoznawcza na mundur wyjściowy
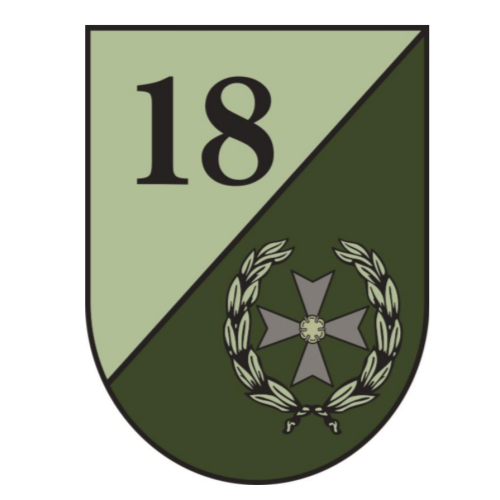
Oznaka rozpoznawcza na mundur polowy

## Żołnierze WOG
| Komendanci WOG           | Komendanci WOG           |
| Stopień, imię i nazwisko | Okres pełnienia służby   |
| ------------------------ | ------------------------ |
| płk Piotr Calak          | 10 VI 2014 – 12 VII 2018 |
| płk Jacek Wieczorek      | 3 XII 2018 – obecnie     |